# VA文庫
VA文庫（ブイエーぶんこ）是日本遊戲發行公司Visual Art's旗下的輕小說文庫，於2008年10月PARADIGM協助創刊和發售。

## 概要
最初只通過JAN條碼，令旗下出版物只能在部份電腦商店和角色商品專門店銷售，不過在創刊前以合作方式取得ISBN書號，所以也能於一般書店流通。
主要將Visual Art's旗下Key和Kinetic Novel的作品小說化。雖然Visual Art's旗下的品牌所推出的遊戲大都是十八禁遊戲，不過至今VA文庫都未有出版十八禁的書籍。

## 作品一覽
- Kanon（清水マリコ，原作：Key）

共六集，前五集分別是「（名雪編）」、「（栞編）」、「（舞編）」、「The Fox and the Grapes（真琴編）」、「（亞由編）」，由1999年發售的Kanon文庫版加筆、修正、全年齡對象化。第六集為新作「彼女たちの見解（佐祐理編）」，插畫家是ZEN。
- 星之夢（涼元悠一，原作：Key）
- （原作：issue）
- （新島夕，原作：SAGA PLANETS）

## 外部連結
- 官方网站